# Oerlikon 20 mm
Oerlikon 20 mm top je serija avtomatskih topov, ki so razviti na podlagi nemškega topa 20 mm Becker.

## Galerija
- Oerlikon 20 mm na ladji Kraljeve mornarice, leta 1942
- Različni tipi britanskih nabojev
- Baterija topov na Ameriški letalonosilki Hornet iz 2. svetovne vojne